# Parodius (serie)
Parodius (パロディウス Parodiusu?) es una serie de videojuegos desarrollada por Konami que es una parodia de Gradius, hecho del que proviene su nombre (Parodius es una contracción de Parodia y Gradius). Aunque también parodia otras franquicias de Konami, tales como Antarctic Adventure, Castlevania, Xexex, Ganbare Goemon, Lethal Enforcers, Axelay,[cita requerida] Thunder Cross, Taisen Puzzle Dama, Space Manbow, Tokimeki Memorial, TwinBee y La saga Knightmare.

## Juegos
La serie consta de Seis juegos (título, año de aparición y plataforma original). Además, tres partidos Pachislot basado en los personajes fueron puestos en libertad en 1998 y 2010:
- パロディウス ～タコは地球を救う～ Parodius - Tako wa Chikyū o Sukū (Parodius: El pulpo que salva a la tierra) (1988, MSX)
- パロディウスだ! －神話からお笑いへ－ Parodius Da! －Shinwa kara Owarai e－ (¡Es Parodius! －Del mito a la risa－) (1990, arcade)
  - パロディウスだ! 豪華版 - Parodiusu da! Gōka-ban (¡Es Parodius! Deluxe Edition) (2004, Móvil)
- 極上パロディウス Gokujō Parodius! ～Kako no Eikō o Motomete～ (El último Parodius ～En busca de la gloria pasada～) (1994, arcade)
- 実況おしゃべりパロディウス Jikkyō Oshaberi Parodius (Trampeando a Parodius) (1995, Super Famicom)
- セクシーパロディウス Sexy Parodius (1996, arcade)
- パロウォーズ Paro Wars (1997, PlayStation)
- リトルパイレーツ Little Pirates (1998, Pachislot)
- CR パロディウスだ! EX CR Parodius Da! EX (2000, Pachinko)
- CR パロディウスだ! ZE CR Parodius Da! ZE (2000, Pachinko)
- CR パロディウスだ! 2 CR Parodius Da! 2 (2000, Pachinko)
- ＣＲ さいころ珍道中 CR Saikoro Tin Douty (2004, Pachinko)
- CR 極上パロディウス CR Gokujō Parodius! (2006, Pachinko)
- オトメディウス Otomedius (2007, arcade)
- 極楽パロディウス Gokuraku Parodius (2010, Pachislot)
- 極楽パロディウス A Gokuraku Parodius A (2010, Pachislot)

Se hicieron numerosas conversiones. Parodius - Tako wa Chikyū o Sukū se convirtió para móviles, para la Consola Virtual de Wii y Wii U y para EGG de PC; Parodius Da! －Shinwa kara Owarai e－ para Game Boy, Famicom (NES), Super Famicom (SNES), PC Engine, PlayStation y Sega Saturn; Gokujō Parodius! para Super Famicom, PlayStation y Saturn. PlayStation y Saturn recibieron un recopilatorio llamado Gokujō Parodius Da! Deluxe Pack que reunía Parodius Da! －Shinwa kara Owarai e－ y Gokujō Parodius!.
En enero de 2007, se publicó en Japón para PSP un recopilatorio titulado Parodius Portable que incluía los cinco primeros títulos de la franquicia. También hubo disponible en PlayStation Network una versión digital para la PSP Go (una versión de la PSP que carece de la unidad de disco UMD).[cita requerida]
Los tres primeros juegos de la serie también fueron lanzados para teléfonos móviles.
Pocos juegos se lanzaron fuera de Japón: Parodius Da! －Shinwa kara Owarai e－ y Gokujō Parodius! en Europa (como Parodius y Fantastic Journey respectivamente), pero jamás en Estados Unidos. Una de las razones por la que explica su ausencia en Norteamérica es la presencia de un personaje que supuestamente guarda parecido con el águila norteamericana en el escudo de los Estados Unidos y que lleva puesta una chistera con los colores y diseños (estrellas y barras) alusivos a la bandera de dicho país.
Existe una secuela llamada Paro Wars, un juego de estrategia basado en Cosmic Wars, similar a Nintendo Wars. Aparte de Pentarou, sólo algunos de los personajes Parodius nativas (pulpo y similares) aparecen en este juego.
En julio de 1998, fue lanzada una máquina tragaperras (pachislot) basada en el universo Parodius llamada Little Pirates (リトルパイレーツ ritorupairētsu?). Posteriormente, en el año 2010, aparecerían 2 máquinas pachislot más: Gokuraku Parodius (極楽パロディウス gokuraku parodeiusu?) y Gokuraku Parodius A (極楽パロディウスＡ gokuraku parodeiusu A?).
Asimismo, varias máquinas de pachinko con temática Parodius fueron lanzadas en Japón, como CR Parodius Da en el año 2000, CR Saikoro Tin Douty en agosto de 2004 o CR Gokujō Parodius en mayo de 2006.
A finales del año 2007, Konami lanzó Otomedius (オトメディウス (Otomediusu?), Acrónimo de Otome: Doncella y Gradius), cuyos personajes son estilizados a hermosas chicas en naves espaciales. Entre las naves a elegir están: "Vic Viper" de Gradius y Salamander (Piloteado por Aoba Anoa), "Lord British" de Salamander (Piloteado por Erul Tron), "Xel Viper" (Piloteado por Emon Five), "Murdock Viper" (Piloteado por Madoka, de las series de Twinbee), "Serenity Viper" de Xexex (Piloteada por Diol Twee) y "Bigcore Examina" (Piloteada por Tita Nium). Los personajes son diseñados por Mine Yoshizaki.
Durante el Konami Action & Shooting Contest organizado por Shueisha Game Creator's Camp y Tokyo Game Show 2022, Ooeshin Nichiro ganó los derechos de Konami para desarrollar el juego a través de la competencia, un juego titulado Parodius Reiwa Edition (令和版パロディウス  Ryōwa-ban Parodiusu?) lit. "Parodius Versión Reiwa" está en desarrollo.

## Modalidades

### Personajes
Algunos de ellos son:
Originales:
- Octopus, Takosuke, Takohiko y Belial, pulpos. Tako, conocido como pulpo o Mr.Parodius, aparece en el MSX Parodius, Parodius Da! -Shinwa kara Owarai e-. Él aparece de nuevo en Jikkyou Oshaberi Parodius como narrador (Oshaberi), su esposa, Noriko, respectivamente, que narran el segundo jugador en la SS y Puertos PS1. Dos de sus hijos que utilizó como opciones en los juegos anteriores ocupó su lugar en los juegos siguientes: el primero, denominado como Takosuke, aparece en Gokujō Parodius! -Kako no Eikō o Motomete- junto con Belial (un pulpo hembra amarilla). Otro pulpo, Takohiko se lleva a cabo Takosuke en Jikkyō Oshaberi Parodius. El Takosuke nombres y Takohiko son maletas de "Tako", la palabra japonesa para el pulpo, y los finales de los japoneses comunes los nombres de hombre ",-suke" y "-hiko". También haciendo los cameos: Un jefe de la etapa en Ganbare Goemon: Yukihime Kyuushutsu Emaki, sus brazos atrapados en un gigantesco plástico por mundo Marino en Ganbare Goemon: Uchū Kaizoku Akogingu,[cita requerida] se disfrazó de un pirata en Ganbare Goemon: Kurofune Tou no Nazo,[cita requerida] varios personajes de Konami sobre Print Station en Mitsumete Knight R, el enemigo que escupe la bola de nieve en Goemon: Toukai Douchuu,[cita requerida] sobre el titulo en New International Track & Field[cita requerida], el enemigo como puntos en Elebits: The Adventures of Kai and Zero y Nou Kaihatsu Kenkyujo Kuru Kuru Lab. También apareció como el personaje denominado Tako Bomber en el videojuego Super Bomberman R.

- Hikaru y Akane, conejitas playmates volando sobre cohetes. Su sistema de armas está basado en Thunder Cross. Aparecen como jefes del nivel 2 en Jikkyou Oshaberi Parodius, muy probablemente como venganza por no haber sido presentado como personajes jugables. Vuelven a ser utilizables en Sexy Parodius. Las muchachas han aparecido como un cameo en otros juegos de Konami, como Konami Wai Wai World,[cita requerida] Quiz Gakumon No Susume,[cita requerida] Ganbare Goemon 3: Shishijūrokubē no Karakuri Manji Gatame,[cita requerida] Snatcher,[cita requerida] Bishi Bashi Champ,[cita requerida] TwinBee RPG,[cita requerida] Bishi Bashi Special,[cita requerida] Bishi Bashi Champ Online,[cita requerida] Shout! Shaberin Champ Mobile[cita requerida] o Eternal Knights TRUST[cita requerida] y cambian los nombres a Ruby y Cobalt en Otomedius Excellent.

- Soitsu, Doitsu, Koitsu, y Aitsu, hombres-palo volando sobre avioncitos de papel. También son monstruos en el Yu-Gi-Oh! juego de cartas cuyos plenos poderes no pueden ser utilizadas a menos que se juegan en parejas. Sus nombres son de uso común en japonés términos de argot para referirse a personas que no se conoce (Doitsu = que, Koitsu = este tipo, Soitsu = ese tipo - lejos de los altavoces, pero cerca del oyente -, y Aitsu = ese tipo - lejos de los usuarios del chat). También hacen cameos: como en un libro en el juego Tokimeki Memorial: Forever with you,[cita requerida] como personaje desbloqueable en Speed King NEO KOBE 2045, en Super Bishi Bashi Champ, Yu-Gi-Oh!: Nightmare Troubadour, Yu-Gi-Oh! GX: Duel Academy, Yu-Gi-Oh! Ultimate Masters: World Championship, Yu-Gi-Oh! GX Spirit Caller, Yu-Gi-Oh! 5D's Tag Force 5, y ocultos en Castlevania: Portrait of Ruin y Castlevania: Harmony of Despair.

- Michael y Gabriel, cerdos angélicos, el nombre de dos arcángeles cristianos. Son ligeramente basado en enemigos de cerdo ángel que aparece en Parodius Da! -Shinwa kara Owarai e-. Sus sets de armas se construyen en su mayoría de las armas utilizadas en la serie de Darius en Taito. Michael hace un pequeño cameo en TwinBee Yahho! como power-up.

- Mambo y Samba, peces mola mola. están personaje está inspirado en oscuros MSX2 Tirador del Space Manbow. Ellos llevan el nombre de los estilos musicales de los mismos nombres, como juego de palabras con el diseño del "Space Manbow" buque (Como se ve como un pez mambo). Su arma establece la parodia que se utilizan en la serie R-Type, pero las armas, también se aplican con funciones de Xexex, como el láser de búsqueda. Mambo También puede utilizar cuatro tipos de láser, en el momento mediante las opciones de formación (tuvo también desde el Space Manbow) para crear diferentes combinaciones de arsenal láser.

- Mike y Ran, gatos con lo que parece vendas entre sus piernas, de una manera cómica de lo que sugiere que han sido establecidos. Las armas de Mike se basa principalmente en Darius, en primer lugar, mientras que Ran tiene sus armas desde el R-Type Leo.

- Sue y Memim, hadas. Sustituyen a Hikaru y Akane en Jikkyō Oshaberi Parodius.

- Ivan y Toby, dos Pingüinos de Aspecto Rudo. Sus nombres forman un juego de palabras de Iwatobi, el nombre japonés para el pingüinos de penacho amarillo que estén destinados a ser. Las cejas largas amarillo de este dúo son la característica más llamativa de esta especie de pingüinos en particular. Reemplazan Pentarou y Hanako en Sexy Parodius. En las cartas de Yu-Gi-Oh, Toby es denominado Flying Penguin.

- Black Viper, nave espacial jugable en Sexy Parodius. (similar a Shooting Star). Lo más probable es base de Gradius III, Vic Viper, como el tema de Black Viper se llama "Salida de Sexy", que es una referencia al canción de Gradius III "Salida hacia el espacio".

- General Poti, Comandante de los Perros, jugable solo en Paro Wars.[cita requerida]

De otras series de Konami:
- Vic Viper y Lord British, naves de Gradius.

- Twinbee y Winbee, robots de Twinbee. Ellos toman sus armas de las potencias campana pocos utilizados en las series.

- Pentarou y Hanako, par de pingüinos, Pentarou es el hijo del Pingüino originalmente aparecidos de Antarctic Adventure,[3] Penguin Adventure, Yume Penguin Monogatari, Tsurikko Penta,[4] Super Fisherman Penta,[5] Balloon Penta,[6] Imo Hori Penta,[7] Hie Hie Penta: Ice Cream Catcher,[8] Penta no Tsuri Bōken DX.,[9] Kekkyoku Nankyoku Daibōken Taisen-ban[10] y Kekkyoku Nankyoku Choibōken. Su conjunto de armas es una modificación de los utilizados en Gradius III, como la propagación pistola. Él es generalmente visto luciendo una ametralladora, en cuanto a la referencia a armas de armas famoso pingüino en Penguin Adventure.

- Goemon y Ebisumaru, de Ganbare Goemon/Legend of the Mystical Ninja. El primero fue jugable en MSX Parodius.

- Upa y Rupa, bebés de Bio Miracle Bokutte Upa. Upa traduzcan sus armas de Seibu Kaihatsu de Raiden con las botellas de leche de su juego o chupetes. Lo nuevo en la armas con Rupa se basan en Toaplan de Truxton II, Más Tarde, Rupa se remplaza a TwinBee Generation X en Pop'n Music 10 y Pop'n music Carnival.

- Dracula-kun and Kid Dracula, vampiros de Akumajou Special: Boku Dracula-kun (NES/teléfonos móviles) y Kid Dracula (Game Boy), parodias de Castlevania. Conjunto en arma de Dracula-Kun imita al utilizado en Axelay, mientras que para Kid Dracula usaría Thunder Cross en conjunto de armas basados. Ambos conjuntos de armas se parodió con un Castlevania giro, como tener los murciélagos o las velas. De vez en cuando las paraguas sería utilizado como armas o incluso como un escudo, como para referirse de palo de Paragua-Murcielago de Kid Dracula.

- Option y Multiple, burbujas de Vic Viper y Lord British, respectivamente. Tienen rostros para denotar conciencia de sí mismo y puede cambiar su forma mediante la activación de diversas capacidades Modoki, que vamos a pedir prestados algunos sistemas de armas de otros personajes. Curiosamente tienen pocos de Vic Viper o Lord British, como su propia "Opciones" / "múltiples". Aparecen como personajes jugables sólo en Sexy Parodius.

- Popolon, caballero de Knightmare y su secuela Maze of Galious. Solo aparece en el MSX Parodius.

- Shooting Star, nave roja que aparece como un enemigo en TwinBee Yahho!, piloteada por Ace.

- Momo-chan, Un perro jugador que aparece en el juego Susume! Taisen Puzzle-Dama. Sólo aparece en el PlayStation de la estrategia: Paro Wars.[cita requerida]

- Alice Wish-Heart, Una niña bruja en Pachislot Magical Halloween, Sólo aparece en Pachislot Gokuraku Parodius.[cita requerida]

### Enemigos
Algunos jefes son claras parodias de "Gradius" y el aspecto de los enemigos es más cómico: pingüinos, pulpos, odaliscas, globos, labios, mazorcas y moais.

### Música
Predomina la escucha de música clásica europea y tradicional japonesa adaptadas a peculiares remixes con estilo electrónico, dance y tecno.

### Campanas
Originalmente en Twinbee hacen aparición en la serie, cambian de color (amarillo, blanco, verde, púrpura, rojo, azul) según el número de veces que se les dispare y al tomarlas dan puntos o poderes especiales: megáfonos destructores, personajes parecidos al Pac-Man, bombas y ataques sofisticados.
- Campana amarilla: aumenta puntuación.
- Campana blanca: provee un megáfono que destruye a los enemigos con el sonido durante un corto período de tiempo. En Sexy Parodius aparece un personaje llamado Alex de aspecto semejante al Pac-Man que posee en medidor de vida.
- Campana verde: Aumenta el tamaño del jugador al cuádruple y lo hace inmune durante un corto período de tiempo.
- Campana púrpura, debilita a los enemigos..
- Campana roja: provee tres "Kiku beam", una miniatura del jugador que despliega una pared protectora delante de él..
- Campana azul: provee una super bomba que destruye a todos los enemigos en escena.

### Ruleta de poder
Es una especie de ruleta que contiene niveles de poder, los cuales se logran cuando esta gira y el jugador oprime el botón. El nivel "Oh" puede causar una pérdida de velocidad y de toda la energía.

### Poder
La serie Parodius toma prestado el sistema de barra de encendido de la serie Gradius. Sin embargo, el orden y los tipos de power-ups son un tanto incompatibles entre los personajes, algunos personajes tienen más de un misil o no tener un arma láser de tipo, por ejemplo. Fiel a la serie de temas en los juegos, muchos de los conjuntos de armas son en realidad o armas directa o parodias prestado de las armas utilizadas en otros de Konami Matamarcianos, incluso ampliando para burlarse de la industria del juego de otros tiradores famosos, como Darius de Taito y el R-Type de IREM.
Algunos poderes exclusivos para Parodius incluyen:
- Homing misiles: Dos misiles se disparan al mismo tiempo y realizar el seguimiento del enemigo.

- Doble: La mayoría de doble potencia de fuego dividir power-ups en más de dos direcciones.

- B-Shot (Tiro Boomerang ): Incendios un boomerang que rebota en la primera pared o un enemigo golpea. Esto es tomado directamente del Thunder Cross.

- Spread Gun: balas explotan al impactar, de manera similar a la bomba de propagación de los juegos de Gradius, o de forma más precisa, la bala de gravedad de Gradius Gaiden. Los enemigos pueden ser dañados en la explosión.

- Opción: Las opciones de Twinbee, conocido como Funshin en su serie de juegos, se conservan de su juego original, el Funshin solo son visibles cuando se mueve y retractarse de la posición del jugador cuando el jugador deja de moverse.

- Grado Arriba: Algunos personajes tienen este poder, en lugar de la opción. Aumenta la potencia de fuego de todas las armas disponibles. Por ejemplo, puede aumentar la potencia de fuego y desviar en más direcciones, anchura láser aumento, aumento de la tasa de despliegue de misiles, etc

- Shields y Campos de Fuerza: "?" A diferencia de Gradius, que las etiquetas de escudo y la fuerza de campo power-ups como, juegos de Parodius etiqueta como potenciadores correctamente.

- Oh!: Esto simplemente quita el jugador de todos los power-ups y la velocidad de series de movimientos a la normalidad. La voz en off dice: "¡Dios Mio!" en el ordeño de este poder hacia abajo. Esto también se llama "!?" en Parodius Da! -Shinwa kara Owarai e-. Se incluye para añadir riesgo a la ruleta.

## Otros Medios
- En Yu-Gi-Oh! Trading Card Game, Koitsu, Aitsu, Soitsu, Doitsu aparecer como cartas de monstruo. Versión en Inglés de las tarjetas también están disponibles.

### Mangas
- Parodius Da! es uno de los videojuegos presentados en el manga titulado Rock'n Game Boy, por Shigeto Ikehara y publicado por Cómic BomBom del octubre de 1989 al diciembre de 1991.

- En 1995, Gokujō Parodius fue adaptado a un manga, a cargo de Namie Iwao, que se publicó en el número 49 de la colección Gamest Comics.

- Una Parodia Cómica de Snatcher titulado Snatcher Da!.[11]

- Durante en 2010 en Japón, Chibi Chin Tarika de Parodius hace un Cameo en el nivel 2, uno de los personajes de los videojuegos fue basado en el manga High Score Girls.

### Drama CD
- Un CD de Radionovela titulado Kyukyoku Parodius, fue lanzado en 3 de mayo de 1997, producido por King Records.

### Anime
- En el episodio 4 del Anime Yu-Gi-Oh! GX, esta carta A-Team: Trap Disposal (トラップしょりはん Ａチーム Torappu Shorihan Ē-Chīmu?), (junto con Koitsu, Aitsu, Doitsu y Soitsu), aparece como gabardina de Vellian Crowler, cuanto revela a Chazz Princeton y sus amigos que tiene muchas cartas raras para dar con él.